# ویزه‌زمین
ویزه‌زمین (به لاتین: Vizəzəmin) یک منطقهٔ مسکونی در جمهوری آذربایجان است که در شهرستان لریک واقع شده‌است.

## جمعیت
ویزه‌زمین ۴۲۶ نفر جمعیت دارد.

## ریشه واژه
ویز در زبان تالشی به‌معنی گردو و زمین همان شکل فارسی‌اش به‌معنی جایگاه، مکان یا مزرعه است و ویزه‌زمین یعنی زمین گردو یا باغ گردو.